# Burn, Berlin, Burn!
Burn, Berlin, Burn! – album kompilacyjny niemieckiego zespołu Atari Teenage Riot, wydany 22 kwietnia 1997 roku w USA przez Grand Royal. Zawiera utwory z dwóch albumów studyjnych zespołu: 1995 i The Future of War.

## Lista utworów
1. "Start the Riot!" – 3:38
2. "Fuck All!" – 3:08
3. "Sick to Death" – 3:40
4. "P.R.E.S.S." – 4:19
5. "Deutschland (Has Gotta Die!)" – 3:02
6. "Destroy 2000 Years of Culture" – 3:51
7. "Not Your Business" – 2:32
8. "Heatwave" – 2:43
9. "Atari Teenage Riot" – 3:35
10. "Delete Yourself! You Got No Chance to Win!" (na żywo) – 4:30
11. "Into the Death" – 3:26
12. "Death Star" – 5:23
13. „Speed” – 2:48
14. "The Future of War" – 3:44